# Acrolophus apertella
Acrolophus apertella är en fjärilsart som beskrevs av August Busck 1914. Acrolophus apertella ingår i släktet Acrolophus och familjen Acrolophidae. Inga underarter finns listade i Catalogue of Life.